# کیریشیما، کاگوشیما
کیریشیما در استان کاگوشیما در کشور ژاپن واقع شده‌است که دارای جمعیت ۱۲۷٬۷۲۶ نفر و مساحت ۶۰۳٫۶۸ کیلومتر مربع با تراکم جمعیت ۲۱۲ نفر در کیلومترمربع است و در تاریخ ۷ نوامبر ۲۰۰۵ به عنوان شهر شناخته شد.